# 倫敦市政廳 (紐咸)
市政厅（英語：City Hall, London）位于伦敦东部的紐咸區，是大伦敦政府的新总部。它于2022年1月取代了位于南华克的旧市政厅。该建筑建于2012年，以前是一个名为The Crystal的展览中心。
该建筑毗邻景寧鎮的皇家维多利亚码头。伦敦缆车的北部终点站和码头区轻轨上的皇家维多利亚站都在步行距离之内。

## 历史
The Crystal是为覆盖东伦敦大部分地区的绿色企业区政策而建造的。
该建筑由Perkins+Will和Wilkinson Eyre Architects设计，奧雅納則負責建筑和土木工程，而Townshend Landscape Architects负责设计公共领域。Event Communications负责展览空间的解说策划、展览设计和创意指导、平面设计、媒体指导和施工管理。该建筑是第一个分别获得世界领先的两个綠建築认证：LEED和BREEAM颁发的最高可持续建筑荣誉，铂金和杰出奖。
开幕时，The Crystal内设有一个关于可持续发展的永久性展览，由西门子拥有和经营。2016年，西门子将这座建筑卖给了大伦敦政府，后者耗资35亿英镑，将其作为伦敦市长的皇家維多利亞码头重建项目的基地。在西门子于2019年腾出大楼后，它被皇家码头再生团队使用，但大楼的大部分仍然空置。

### 成為市政廳
2020年6月，伦敦市长簡世德宣布，将就大伦敦政府总部从当时位于南华克的市政厅搬迁至The Crystal进行公眾咨询，並於2020年11月3日確定實行；2020年12月，紐咸區議會批准更改The Crystal的用途。搬遷計劃於2022年1月的第三週完成，比原定在2021年12月的埈工日期較為遲。该建筑于2021年12月更名为市政厅。

## 建筑
整个场地面积为18,000平方米（200,000尺），周围的景观被设计成可持续的城市景观，以帮助鼓励社会意识形态的转变，使“可持续发展”更具吸引力并让人们参与其中场地内的社交活动，包括当地的食品计划和社区花园，以帮助促进这一原则。
该建筑是可持续建筑技术的展示。其核心是楼宇管理系统和KNX基础设施。楼宇控制设备，如照明、窗户、百叶窗和暖气，使用KNX协议连接。该建筑拥有超过2,500台KNX连接设备。

## 圖片

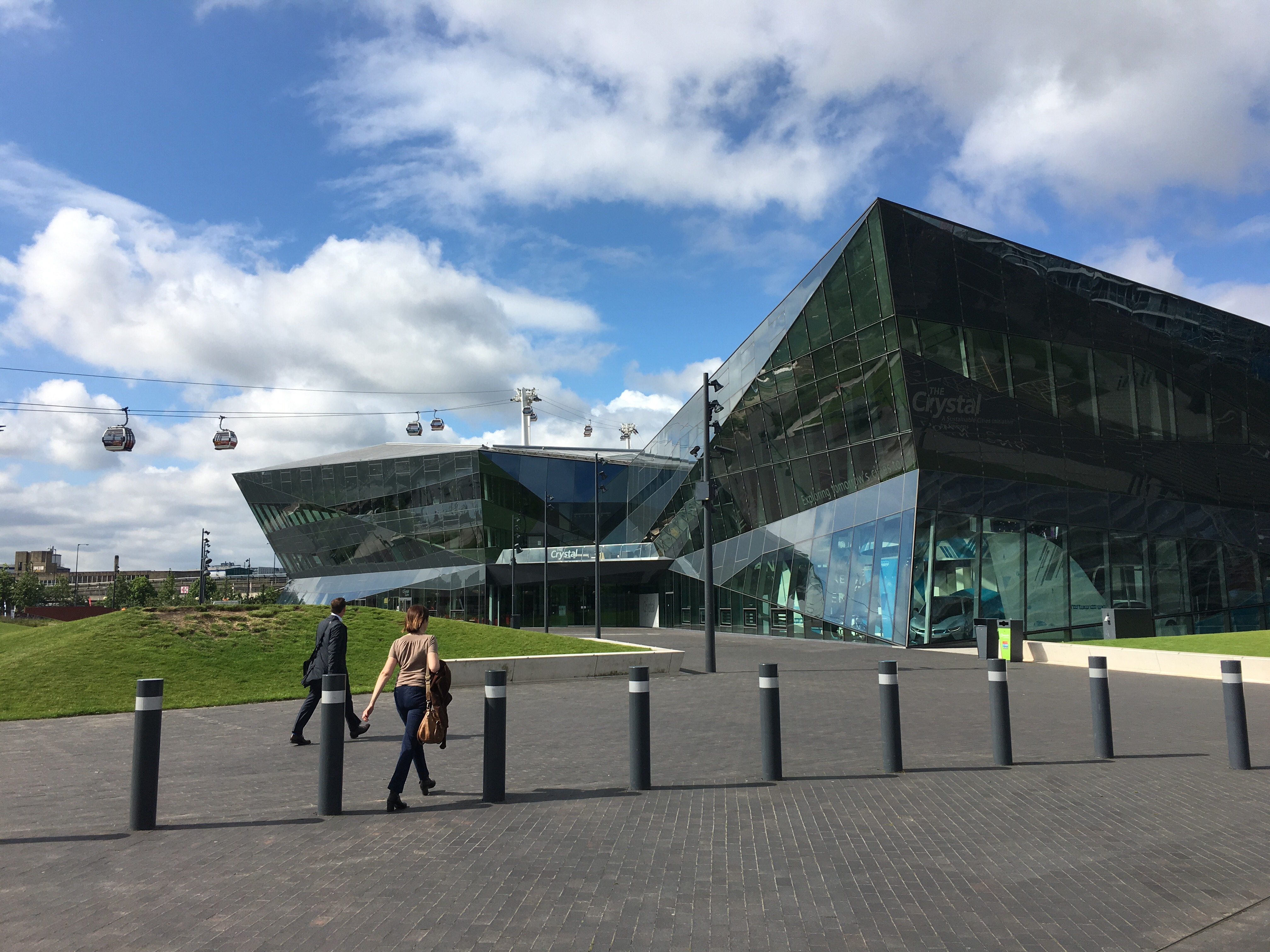
建筑物的特写
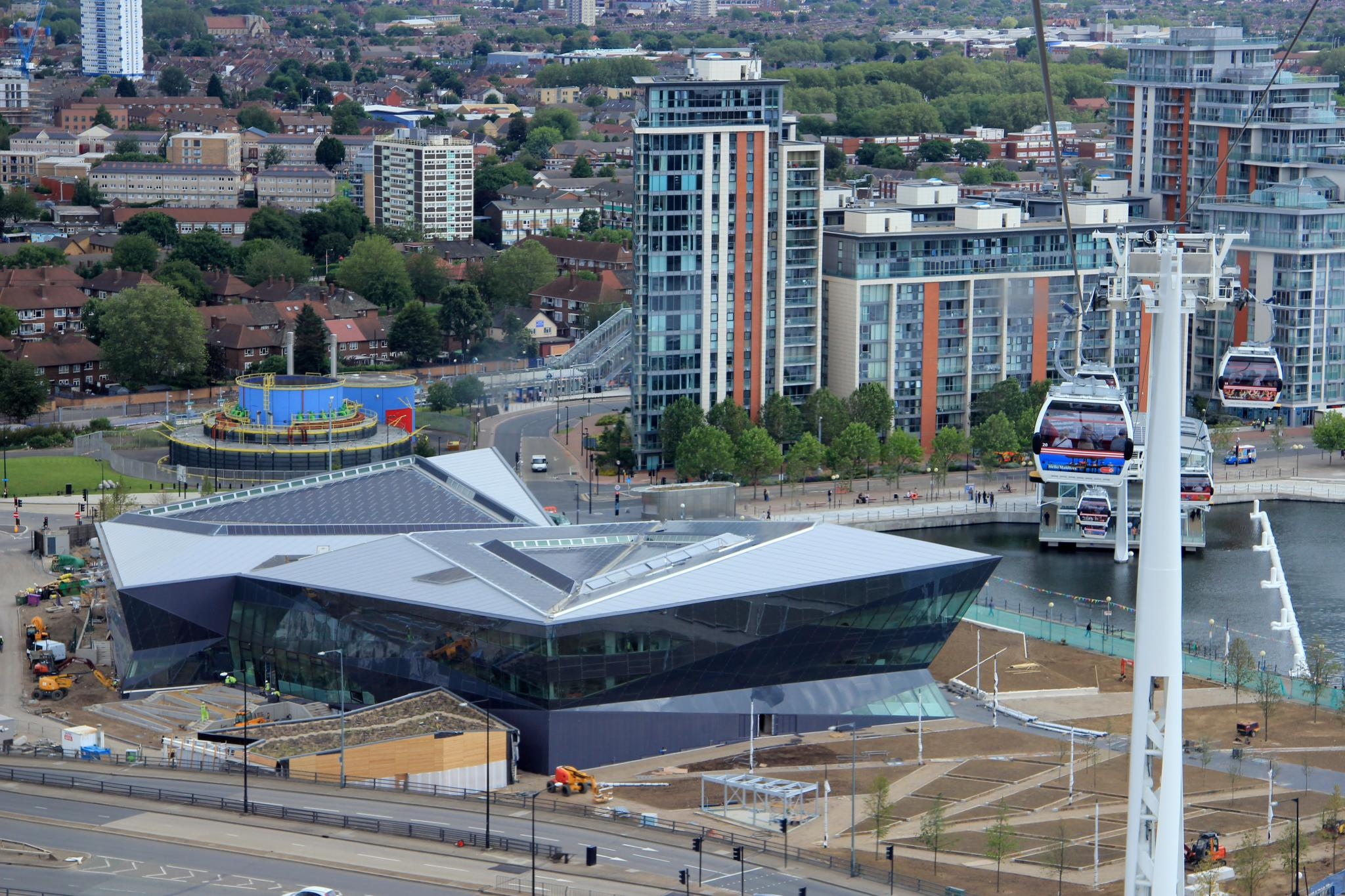
鸟瞰图
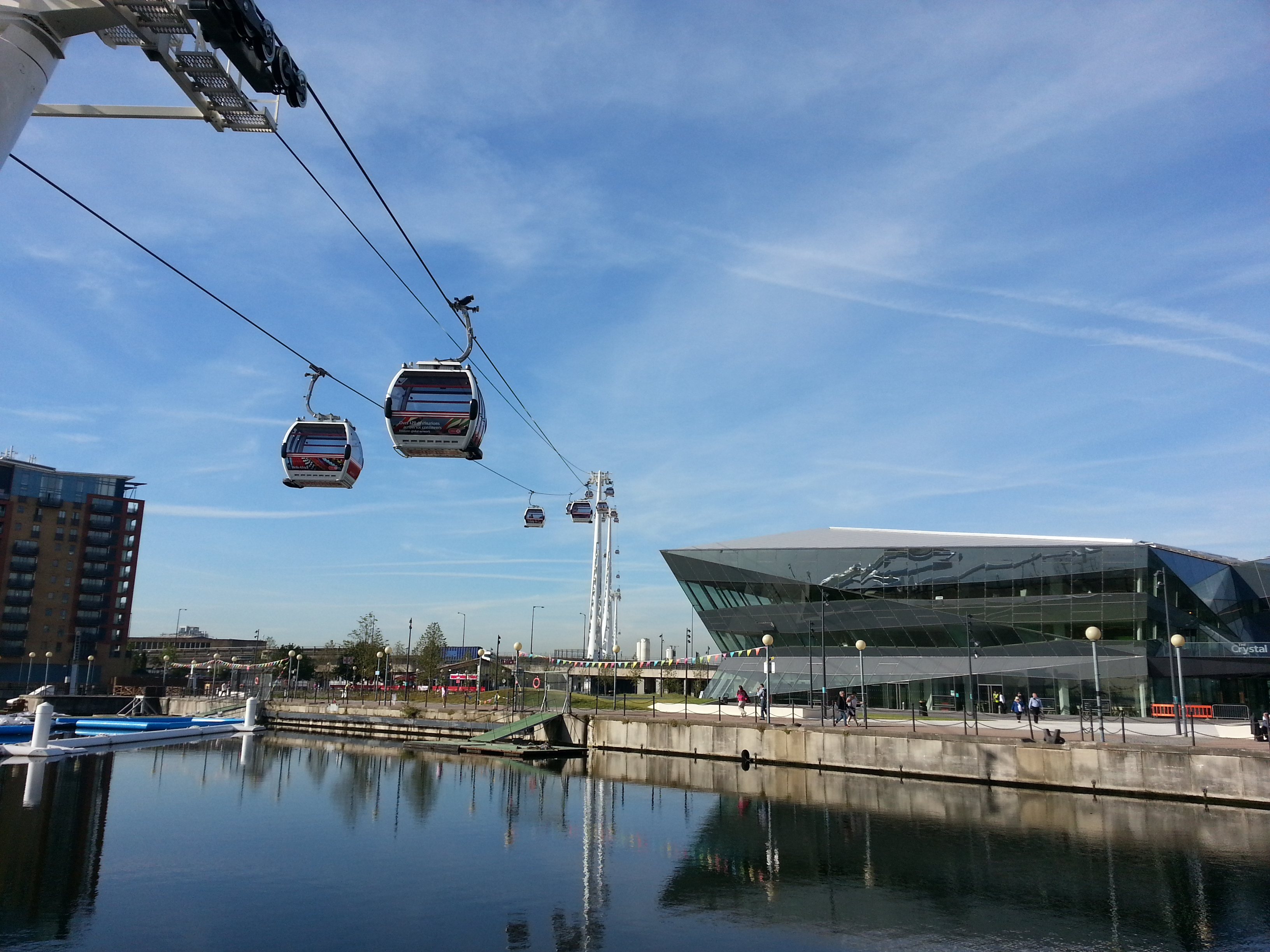
从阿聯酋航空空中纜車看
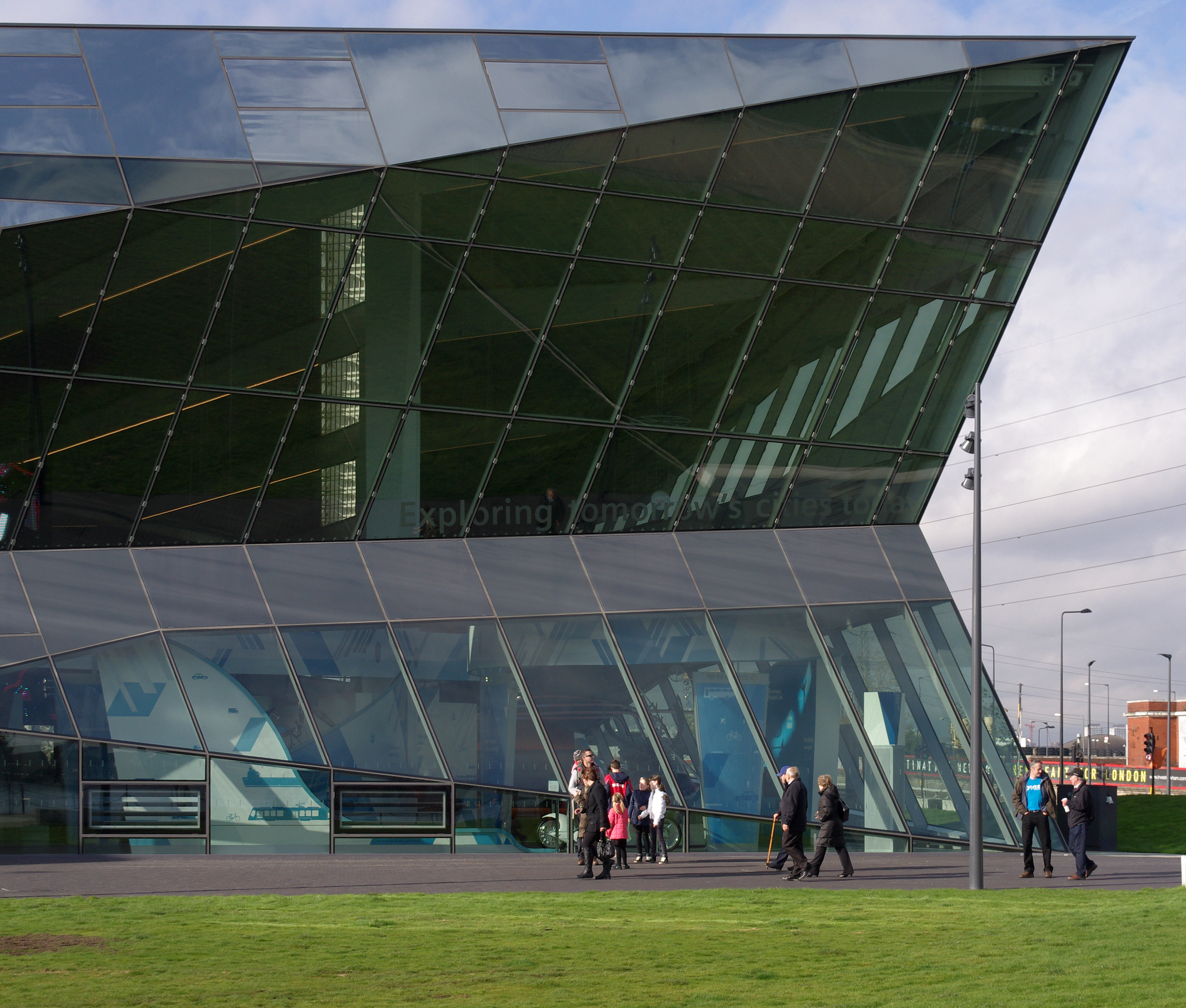
玻璃面板